# Joseph-Antoine Bell
Joseph-Antoine Bell (Douala, 8 ottobre 1954) è un ex calciatore camerunese.
Annoverato tra i migliori estremi difensori della storia del Camerun, è stato nominato dall'IFFHS Portiere africano del secolo, davanti a Thomas N'Kono e Sadok Attouga.

## Carriera
Nella sua carriera, Bell ha giocato per l'Olympique Marsiglia, per il Bordeaux e per il Saint-Etienne.

### Club
Tra il 1975 e il 1985 per 10 anni colleziona diversi trofei in squadre africane: con l'US Douala ha vinto due campionati camerunensi, una coppa nazionale, una Coppa dei Campioni d'Africa ed una Coppa delle Coppe d'Africa. Passa all'Africa Sports National dove vince due campionati ivoriani, la Coppa della Costa d'Avorio e la Coppa Houphouët-Boigny. Si trasferisce all'Al-Mokawloon Al-Arab dove vince un Egyptian Premier League e rivince con la nuova squadra la Coppa delle Coppe d'Africa.
Nel 1985 viene acquistato dall'Olympique Marsiglia squadra nella quale milita, senza trovare alcun successo, fino al 1988, quando passa al Toulon. Nella stagione seguente diviene un calciatore del Bordeaux ma anche qui non vince nessun trofeo. Nel 1991 passa al Saint-Étienne rimanendo in Francia, ma anche a Saint-Étienne la carriera, durata fino al 1994, non porta nuove vittorie.

### Nazionale
Viene convocato in Nazionale nel Mondiale spagnolo del 1982, ma è riserva di N'Kono. Ai Giochi Olimpici di Los Angeles 1984 è il portiere titolare e gioca le tre partite del gruppo eliminatorio (contro Jugoslavia, Iraq e Canada) che portano però all'eliminazione della nazionale. Ad Italia '90 doveva essere titolare ma perse il posto in seguito a delle polemiche con la federazione; al suo posto fu ripescato proprio N'Kono, che fu titolare per tutto il torneo.
Tornò nel Mondiale americano del 1994 e disputò le gare contro Svezia e Brasile, ritirandosi a sorpresa, in polemica con la federazione che lo accusava di essere direttamente responsabile dei risultati negativi ottenuti contro Svezia e Brasile (rispettivamente terminate 2-2 e 0-3) per le sue scarse prestazioni in tali partite, prima dell'ultima e disastrosa gara contro la Russia (terminata 1-6) in cui venne sostituito dal terzo portiere Jacques Songo'o. Alla fine del torneo, alcuni tifosi inferociti bruciarono la casa di Bell a Douala.

## Palmarès

### Club

#### Competizioni nazionali
- Campionato camerunese: 2

Union Douala: 1976, 1978
- Coppa del Camerun: 1

Union Douala: 1980
- Campionato ivoriano: 2

Africa Sports National: 1982, 1983
- Coppa della Costa d'Avorio: 2

Africa Sports National: 1981, 1982
- Coppa Houphouët-Boigny: 2

Africa Sports National: 1981, 1982
- Campionato egiziano: 1

Al-Mokawloon Al-Arab: 1983

#### Competizioni internazionali
- Coppa dei Campioni d'Africa: 1

Union Douala: 1979
- Coppa delle Coppe d'Africa: 2

Union Douala: 1981
Al-Mokawloon Al-Arab: 1983

### Nazionale
- Coppa d'Africa: 2

Costa d'Avorio 1984
Marocco 1988

### Individuale
- Premio IFFHS: 1

Portiere africano del secolo